# (22933) Mareverett
(22933) Mareverett est un astéroïde de la ceinture principale d'astéroïdes.

## Description
(22933) Mareverett est un astéroïde de la ceinture principale d'astéroïdes. Il fut découvert le 7 octobre 1999 à Socorro (Nouveau-Mexique) par le projet LINEAR. Il présente une orbite caractérisée par un demi-grand axe de 2,64 UA, une excentricité de 0,15 et une inclinaison de 0,2° par rapport à l'écliptique.

## Compléments